# あさひのぼる
あさひ のぼる（1948年5月14日 - ）は、日本の漫談家。北海道旭川市出身。元東京演芸協会理事。ギターによる漫談で知られる。

## 概略
- 本名は吉澤 信二。芸名のあさひのぼるは出身地の旭川に由来し、旭川から上京したという意味である[2]。
- 上京後は由利徹に弟子入りしたが、弟子であった期間は3ヶ月ほど。
- ギター漫談による芸風は、あさひがギターを弾きながら世相や一般社会でよくあることを歌にして、最後に観客に「そうだろう!みんな!」と投げかけ、観客が「そうだ、そうだ」と返すものである。
- 登場の際のテーマソングは、本人による「朝だ朝だよ、朝陽がのぼる」という曲である。
- 2005年のR-1ぐらんぷりに参加したことがある。
- 2011年に第1回東京演芸協会会長賞を受賞した。

## 出演
- 笑いがいちばん（NHKテレビ）
- 演芸図鑑（NHKテレビ）
- 日曜バラエティー（NHKラジオ第1）
- 真打ち競演（NHKラジオ第1）